# Lago Summit
El lago Summit  es un lago estadounidense situado  en el condado de Shasta , en el norte de California. El lago se encuentra dentro del Parque nacional volcánico Lassen, a una altitud de 2036 metros. En las orillas del lago se encuentran dos campamentos, llamados Summit Lake North y Summit Lake South.